# زخم‌های چندشکلی سطح پوست
اریتم مولتی‌فرم ماژور به انگلیسی: Erythema multiforme major نوعی بثورات پوستی است که با از دست دادن پوست یا جدا شدن اپیدرم همراه است.
برخی اوقات اصطلاح "اریتم مولتی فرم ماژوس" برای بثورات تاول‌دار به کار می‌رود.
طبق برخی منابع، در طیف روند این بیماری دو حالت وجود دارد:
- سندرم استیونز-جانسون (SJS)
- توکسیک اپی‌درمال نکرولایزیس (TEN) که توسط آلن لایل توصیف و در گذشته سندرم لایل نامیده می‌شد.[۳][۴]

در این دیدگاه، EM ماژور، SJS و TEN نوعی وضعیت واحد در نظر گرفته می‌شوند که بر اساس میزان جداشدگی اپیدرم، از یکدیگر قابل تمایز هستند.
اما یک طبقه‌بندی جامع، اریتم مولتی‌فرم مینور، اریتم مولتی‌فرم ماژور و SJS/TEN را به‌عنوان سه وضعیت جداگانه در نظر می‌گیرد.